# Валь-де-Ві
Валь-де-Ві (фр. Val-de-Vie) — муніципалітет у Франції, у регіоні Нижня Нормандія, департамент Кальвадос, з населенням у 518 жителів (2020 рік). Валь-де-Ві утворено 1 січня 2016 року шляхом злиття муніципалітетів Ла-Брев'єр, Ла-Шапель-От-Грю, Сент-Фуа-де-Монгоммері i Сен-Жермен-де-Монгоммері. Адміністративним центром муніципалітету є Сент-Фуа-де-Монгоммері. Населення — 512 осіб (01.01.2021).